# Lo Regionalista
Lo Regionalista és una revista que va néixer a Barcelona el 15 d'octubre de 1895 de mans de l'Associació Popular Regionalista, fundada el mateix 1895 per Ramon Folch i Capdevila, Josep Mallofré, Antoni Soyos, Francesc Curet i Bonaventura Rivera.
Al principi va ser considerada la branca juvenil més ortodoxa de la Unió Catalanista, ja que va adoptar posicions políticament força conservadores i no es va preocupar de les qüestions socials. Malgrat tot, els iniciadors del diari no van tenir voluntat política pública, tot al contrari, mostraren una actitud contrària a la participació política i se centraren en una difusió de continguts de caràcter més aviat cultural, amb seccions de literatura o història.
Fruit de la Renaixença, durant la segona meitat del segle xix a Catalunya va aparèixer el moviment associacional i polític organitzat, que es va consolidar a principis de segle i sobretot durant el primer terç del segle xx. A més, el mal estat en què es trobava la política espanyola –denotat pel final del procés de descolonització i el caciquisme– afavoria encara més el naixement d'un catalanisme polític i cultural organitzat. Així doncs, l'Associació Popular Regionalista va sorgir en contraposició al Centre Escolar Catalanista de Francesc Cambó, Puig i Cadafalch i Prat de la Riba, que representava la branca més moderada del catalanisme i s'havia adherit a la Unió Catalanista el 1892.
Lo Regionalista, doncs, igual que L'Associació Popular Regionalista, tenia un caràcter marcadament catalanista per la radicalització de l'Associació en l'eix ideològic identitari per diferenciar-se del Centre Escolar Catalanista.
Visualment, el diari estava dissenyat a tres columnes, separades per un filet. Per tal de recalcar conceptes, utilitzava la negreta, i feia servir la cursiva per a paraules estrangeres o expressions castellanes. A nivell il·lustratiu només s'hi trobava una imatge, la de la capçalera de la portada. El seu redactor en cap fou Josep Morera i Borés. El número de l'onze de setembre de 1896 fou segrestat per les autoritats governatives per dedicar-hi un monogràfic. El 1897 va ser suspesa i arran d'això va ser substituïda per una publicació homònima gironina editada pel Centre Catalanista de Girona, que tingué un curt període de vida del 15 d'abril de 1897 al 29 d'octubre de 1897.
Després d'això Lo Regionalista tornà a publicar-se a Barcelona i es mantingué fins al 18 de febrer de 1898 que va deixar d'editar-se definitivament. Nació Catalana li va agafar el relleu, i aparegué del 15 de març de 1898 fins que fou clausurada el 15 d'abril de 1902. L'Associació Popular Regionalista va continuar en peu fins a l'any 1907. Lluís Marsans, que aleshores n'era el cap, va decidir abandonar l'Associació i així es va dissoldre.